# Reyna Rueda
Reyna Juanita Rueda Alvarado (Managua, Nicaragua; 6 de enero de 1970) es una política y administradora de empresas nicaragüense. Integrante del Frente Sandinista de Liberación Nacional (FSLN), es alcaldesa de Managua.

## Trayectoria
Rueda estudió administración de empresas en la Universidad Centroamericana. Rueda se desempeñaba como miembro del concejo municipal de Managua a partir de 2017. Fue elegida alcaldesa el 5 de noviembre en el año 2017 con el 87,64 % de los votos,  y tomó posesión del cargo el 4 de enero de 2018, para cumplir un mandato de cuatro años. Sucedió a Daysi Torres.
En una visita a Miami en 2019, Rueda enfrentó protestas y llamados al gobierno de Estados Unidos a revocar su visa, argumentando que era cómplice de presuntas violaciones de derechos humanos por parte del gobierno del FSLN. A nivel nacional, enfrentó críticas por su viaje luego de facturar a la ciudad de Managua 2,3 millones de córdobas (unos $ 65.000 USD) por pasajes de avión a 23 países. En 2017, el presupuesto anual de la ciudad fue de 5,19 millones de córdobas.